# セガジェネシスコレクション
セガジェネシスコレクション (SEGA Genesis Collection、SEGA Mega Drive Collection)はアメリカで発売されているPlayStation 2、PlayStation Portable用のゲームソフト。

## 概要
過去にジェネシス（メガドライブの米名）で発売されたタイトルが28タイトル収録されている。
日本での発売は現在のところ未定だが、PSPは国ごとのリージョンコードが無いため、海外版でも日本のPSPで動作可能。そのため、海外のゲームソフトを輸入する日本の小売店やインターネット通販などで販売されている。
日本未発売タイトルのものは、Wiiバーチャルコンソールでプレイ可能なものもある。

## 収録タイトル
| 海外版タイトル                              | 日本国内でのタイトル                            | ジャンル   |
| ------------------------------------------- | ----------------------------------------------- | ---------- |
| Alex Kidd The Enchanted Castle              | アレックスキッド 天空魔城                       | アクション |
| Altered Beast                               | 獣王記                                          | アクション |
| Bonanza Bros.                               | ボナンザブラザーズ                              | アクション |
| Columns                                     | コラムス                                        | パズル     |
| Comix Zone                                  | コミックスゾーン                                | アクション |
| Decap Attack starring Chuck D. Head         | まじかるハットのぶっとびターボ!大冒険           | アクション |
| Ecco the Dolphin                            | エコー・ザ・ドルフィン                          | アクション |
| Ecco: The Tides of Time                     | エコー・ザ・ドルフィンII                        | アクション |
| Ecco Jr.                                    | エコーJr                                        | アクション |
| Kid Chameleon                               | カメレオンキッド                                | アクション |
| Flicky                                      | フリッキー                                      | アクション |
| Gain Ground                                 | ゲイングランド                                  | アクション |
| Golden Axe                                  | ゴールデンアックス                              | アクション |
| Golden Axe II                               | ゴールデンアックスII                            | アクション |
| Golden Axe III                              | ゴールデンアックスIII                           | アクション |
| Phantasy Star II                            | ファンタシースターII 還らざる時の終わりに       | RPG        |
| Phantasy Star III: Generations of Doom      | 時の継承者 ファンタシースターIII                | RPG        |
| Phantasy Star IV: The End of the Millennium | ファンタシースター 千年紀の終りに               | RPG        |
| Ristar                                      | リスター・ザ・シューティングスター              | アクション |
| Shadow Dancer : Secret of Shinobi           | シャドーダンサー ザ・シークレット・オブ・シノビ | アクション |
| Shinobi III: Return of the Ninja Master     | ザ・スーパー忍II                                | アクション |
| Sonic The Hedgehog                          | ソニック・ザ・ヘッジホッグ                      | アクション |
| Sonic The Hedgehog 2                        | ソニック・ザ・ヘッジホッグ2                     | アクション |
| Super Thunder Blade                         | スーパーサンダーブレード                        | STG        |
| Sword of Vermillion                         | ヴァーミリオン                                  | RPG        |
| Vectorman                                   | ベクターマン                                    | アクション |
| Vectorman 2                                 | ベクターマン2                                   | アクション |
| Virtua Fighter 2                            | バーチャファイター2                             | 対戦格闘   |

## 追加要素
収録タイトルをプレイ中などに特定の条件を満たす事で、インタビュー動画やアーケード版ゲームなど追加要素が解放される。

## 追加要素と解放条件(PS2版)
| 内容                                 | 解放条件                                                           | ジャンル                   |
| ------------------------------------ | ------------------------------------------------------------------ | -------------------------- |
| Altered Beast (アーケード版)         | 解放されたアーケード版を含む全てのゲームを一通りプレイする         | アクション                 |
| Future Spy (アーケード版)            | 「コミックスゾーン」のエピソード1をクリアする                      | シューティング             |
| Tac/Scan (アーケード版)              | 「リスター・ザ・シューティングスター」で最初のボーナスエリアへ行く | シューティング             |
| Zaxxon (アーケード版)                | 「ソニック・ザ・ヘッジホッグ」でカオスエメラルドを取る             | シューティング             |
| Zektor (アーケード版)                | 「獣王記」のレベル2をクリアする                                    | シューティング             |
| Rieko Kodama 氏インタビュー          | 「アレックスキッド」で1,000コイン以上取る                          | インタビュー映像           |
| Uchida Makoto 氏インタビュー         | 「獣王記」で150,000点以上取る                                      | インタビュー映像           |
| Kazuo Wakihara 氏インタビュー        | 「コラムス」ArcadeモードのEasyで5,000点以上取る                    | インタビュー映像           |
| Tohru Yoshida 氏インタビュー         | 「ファンタシースターII」をプレイする                               | インタビュー映像           |
| Kazunari Tsukamoto 氏インタビュー    | 「ファンタシースターIII」をプレイする                              | インタビュー映像           |
| Takao Miyoshi 氏インタビュー         | 「ファンタシースターVI」をプレイする                               | インタビュー映像           |
| Akira Nishino 氏インタビュー         | 「リスター・ザ・シューティングスター」をプレイする                 | インタビュー映像           |
| Yuji Uekawa 氏インタビュー           | 「ソニック・ザ・ヘッジホッグ」をプレイする                         | インタビュー映像           |
| Shun Nakamura 氏インタビュー         | 「ソニック・ザ・ヘッジホッグ２」をプレイする                       | インタビュー映像           |
| H.Kataoka, D.Katagiri 氏インタビュー | 「バーチャファイター２」でリングアウトで勝つ                       | インタビュー映像           |
| Phantasy Star Universe 予告編        | 収録されているファンタシースターシリーズ3作を全てプレイする        | 予告映像                   |
| Virtua Fighter 5 予告編              | 「バーチャファイター２」をプレイする                               | 予告映像                   |
| SEGA Cheat Sheet                     | インタビュー映像を一通り観る                                       | 収録ゲームの隠しコマンド集 |